# سجاد جلوداریان
سجاد جلوداریان (زاده ۲۹ دی ۱۳۸۱ در تهران ) بازیکن والیبال اهل ایران است وی در مسابقات زیر ۱۹ سال جهان ۲۰۲۱ به همراه تیم ملی والیبال نوجوانان ایران مقام سوم جهان را کسب کرد و در مسابقات زیر ۲۱ سال جهان تنها بازیکن لیبروی ایران بود که در آن مسابقات توانست به همراه تیم ملی زیر ۲۱ سال ایران مقام قهرمانی را کسب کند .